# ブータンサッカー連盟
ブータンサッカー連盟（ブータンサッカーれんめい、英: Bhutan Football Federation）は、ブータンのサッカー連盟である。略称はBFF。

## 概要
1983年に設立された。アジアサッカー連盟には1993年に、国際サッカー連盟には2000年に加入。また、南アジアサッカー連盟には2005年に加盟している。

## 主な組織チーム
- サッカーブータン代表
- サッカーブータン女子代表
- A-ディヴィジョン